# Phalonidia alassosaccula
Phalonidia alassosaccula es una especie de polilla del género Phalonidia, categorizada en la tribu Cochylini, de la subfamilia Tortricinae.
Fue descrita por Razowski en 1997 y publicada en (Phalonidia), Genus 8: 178. Se distribuye por América del Sur: Perú, en el departamento de Junín.